# 特溫格羅夫 (伊利諾伊州)
特溫格羅夫（英語：Twin Grove）是位於美國伊利諾伊州麥克萊恩縣的一個人口普查指定地區。

## 地理
特溫格羅夫的座標為40°29′36″N 89°04′47″W / 40.49333°N 89.07972°W，而該地最高點為海拔高度220米（即722英尺）。

## 人口
根據2010年美國人口普查的數據，特溫格羅夫的面積為10.290平方千米，當中陸地面積為10.282平方千米，而水域面積為0.008平方千米。當地共有人口1564人，而人口密度為每平方千米151.99人。